# バヌアツの首相
バヌアツの首相（―しゅしょう）は、バヌアツの行政府の長。
1980年にバヌアツが独立を果たしたことに伴い首相職が設置され、独立運動家のウォルター・リニが初代首相となった。バヌアツが独立する前に置かれていた州首相の後継ポストとみなされることもある。2020年現在までに12人22代が首相を務めている。
2009年11月にエドワード・ナタペイ首相は外遊の際に議会を欠席するという議長宛ての届出を忘れてしまい、3回連続で議会を無断欠席したと見なされたため制度上の規定により議席を失ったと宣告され、それに伴い首相職も失った。裁判はこの判定を無効とし、ナタペイは議席を取り戻し、首相にも復帰した。しかし2010年12月の外遊中に不信任案が可決され失職、後任には副首相だったサトー・キルマンが昇格した。

## 歴代首相
| 代   | 氏名                         | 就任日         | 退任日         | 政党               |
| ---- | ---------------------------- | -------------- | -------------- | ------------------ |
| 1    | ウォルター・リニ             | 1980年7月30日  | 1991年9月6日   | バヌア・アク党     |
| 2    | ドナルド・カルポカス         | 1991年9月6日   | 1991年12月16日 | バヌア・アク党     |
| 3    | マキシム・カルロ・コーマン   | 1991年12月16日 | 1995年12月21日 | 穏健政党連合       |
| 4    | サージ・ボオール             | 1995年12月21日 | 1996年2月23日  | 穏健政党連合       |
| 5    | マキシム・カルロ・コーマン   | 1996年2月23日  | 1996年9月30日  | 穏健政党連合       |
| 6    | サージ・ボオール             | 1996年9月30日  | 1998年3月30日  | 穏健政党連合       |
| 7    | ドナルド・カルポカス         | 1998年3月30日  | 1999年11月25日 | バヌア・アク党     |
| 8    | バラク・ソペ                 | 1999年11月25日 | 2001年4月13日  | メラネシア進歩党   |
| 9    | エドワード・ナタペイ         | 2001年4月13日  | 2004年7月29日  | バヌア・アク党     |
| 10   | サージ・ボオール             | 2004年7月29日  | 2004年12月11日 | 穏健政党連合       |
| 11   | ハム・リニ                   | 2004年12月11日 | 2008年9月22日  | 国民連合党         |
| 12   | エドワード・ナタペイ         | 2008年9月22日  | 2009年11月27日 | バヌア・アク党     |
| 代行 | サージ・ボオール             | 2009年11月27日 | 2009年12月5日  | 穏健政党連合       |
| 12   | エドワード・ナタペイ         | 2009年12月5日  | 2010年12月2日  | バヌア・アク党     |
| 13   | サトー・キルマン             | 2010年12月2日  | 2011年4月24日  | 人民進歩党         |
| 14   | サージ・ボオール             | 2011年4月24日  | 2011年5月13日  | 穏健政党連合       |
| 15   | サトー・キルマン             | 2011年5月13日  | 2011年6月16日  | 人民進歩党         |
| 16   | エドワード・ナタペイ         | 2011年6月16日  | 2011年6月26日  | バヌア・アク党     |
| 17   | サトー・キルマン             | 2011年6月26日  | 2013年3月23日  | 人民進歩党         |
| 18   | モアナ・カルカセス・カロシル | 2013年3月23日  | 2014年5月15日  | 緑の同盟           |
| 19   | ジョー・ナトウマン           | 2014年5月15日  | 2015年6月11日  | バヌア・アク党     |
| 20   | サトー・キルマン             | 2015年6月11日  | 2016年2月11日  | 人民進歩党         |
| 21   | シャーロット・サルウェイ     | 2016年2月11日  | 2020年4月20日  | 変化への再統一運動 |
| 22   | ボブ・ラフマン               | 2020年4月20日  | 2022年11月4日  | バヌア・アク党     |
| 23   | イシュマエル・カルサカウ     | 2022年11月4日  | 2023年9月4日   | 穏健政党連合       |
| 24   | サトー・キルマン             | 2023年9月4日   | 2023年10月6日  | 人民進歩党         |
| 25   | シャーロット・サルウェイ     | 2023年10月6日  | 2025年2月11日  | 変化への再統一運動 |
| 26   | ジョサム・ナパット           | 2025年2月11日  | （現職）       | バヌアツ指導者党   |